# Pionierkommando 3
Das Pionierkommando 3 war eines der Pionierkommandos des Heeres der Bundeswehr. Der Stabssitz war Koblenz. Das Pionierkommando war Teil der Korpstruppen des III. Korps.

## Aufträge
Das Pionierkommando bündelte auf Ebene des Korps die Truppenteile der Pioniertruppe und ABC-Abwehrtruppe. Der Kommandierende General des Korps verfügte damit über eigene pioniertechnische Einsatzmittel, um die Beweglichkeit der Korpstruppen zu erhöhen. Je nach Lage konnten die Pionierbataillone der unterstellten Divisionen und die Panzerpionierkompanien der Brigaden verstärkt werden. Im Gegensatz zu den letztgenannten Truppenteilen verfügte das Pionierkommando über „schweres“ Pioniergerät, das den Pionierkommandeur befähigte, die Querung auch größerer Gewässer zu ermöglichen und die Marschstraßen für die umfangreichen Logistikverbände des Korps pioniermäßig instand zu setzen. Weitere Aufgabe war die ABC-Abwehr auf Ebene der Korps. Insgesamt entsprach die Größe des Pionierkommandos mit etwa 5200 Soldaten in der Kriegsgliederung in etwa einer der Brigaden des Feldheeres.

## Gliederung
Um 1989 gliederte sich das Pionierkommando grob in:
- Stab/Stabskompanie Pionierkommando 3, Koblenz
  - Pionierbataillon 310, Koblenz
  -  Luftlandepionierkompanie 260, Koblenz (im Frieden bis April 1990 zu Pionierbataillon 310)[2]
  - Pionierbataillon 320, Koblenz
  - Amphibisches Pionierbataillon 330, Speyer
  - Pionierbataillon 340 (GerEinh), Emmerzhausen
  - Pionierbataillon 350 (GerEinh), Stadtallendorf
  -  Schwimmbrückenbataillon 360 (teilaktiv), Koblenz
  -  ABC-Abwehrbataillon 310 (GerEinh), Zweibrücken
  - Feldersatzbataillon 320 (GerEinh), Buch (Hunsrück) (Friedensgliederung) 50° 4′ 31″ N, 7° 25′ 18″ O

## Geschichte

### Vorgeschichte
Von 1958 bis 1962 war in Koblenz die Dienststellung des Korpspionierkommandeurs 703 ausgeplant. Durch Umbenennung entstand daraus der Korpspionierkommandeur 3, der zwischen 1962 und 1972 ebenfalls in der Koblenzer Boelcke-Kaserne beheimatet war.

### Aufstellung
Das Pionierkommando wurde am 1. Juli 1972 zur Einnahme der Heeresstruktur III in der Boelcke-Kaserne Koblenz aufgestellt. Zur Aufstellung wurde der Korpspionierkommandeur 3 herangezogen.

### Auflösung
Nach Ende des Kalten Krieges wurde das Pionierkommando 1993 etwa zeitgleich mit der Außerdienststellung des III. Korps außer Dienst gestellt. Aus dem Stab und weiteren Truppenteilen des Pionierkommandos wurde die Pionierbrigade 40 in Lahnstein neu aufgestellt.

## Kommandeure
| Nr. | Dienstgrad | Name        | Beginn der Berufung | Ende der Berufung | Kommandostruktur            |
| --- | ---------- | ----------- | ------------------- | ----------------- | --------------------------- |
| 1   | Oberst     | Oberndorfer | 1958                | 1962              | KorpsPiKdr703               |
| 2   | Oberst     | Messerer    | 1962                | 1964              | KorpsPiKdr703 / KorpsPiKdr3 |
| 3   | Oberst     | Stephani    | 1964                | 1969              | KorpsPiKdr3                 |
| 4   | Oberst     | Möllhoff    | 1969                | 1975              | KorpsPiKdr3 / PiKdo3        |
| 5   | Oberst     | Zedler      | 1975                | 1979              | PiKdo3                      |
| 6   | Oberst     | Wandelt     | 1979                | 1981              | PiKdo3                      |
| 7   | Oberst     | Borchers    | 1981                | 1984              | PiKdo3                      |
| 8   | Oberst     | Seitz       | 1984                | ?                 | PiKdo3                      |
| 9   | Oberst     | ?           | ?                   | ?                 | PiKdo3                      |
| 10  | Oberst     | ?           | ?                   | ?                 | PiKdo3                      |

## Verbandsabzeichen

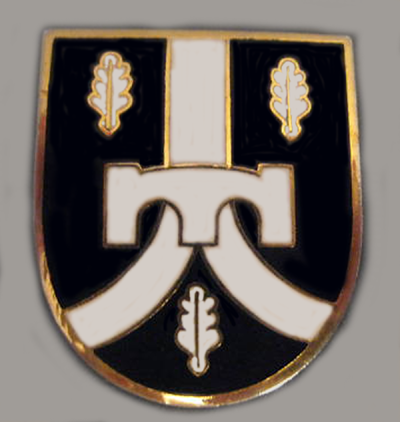
Internes Verbandsabzeichen des Stabes/Stabskompanie

Das Pionierkommando führte aufgrund seiner Ausplanung als Teil der unselbständigen Korpstruppen kein eigenes Verbandsabzeichen. Die Soldaten trugen daher das Verbandsabzeichen des übergeordneten Korps.
Als „Abzeichen“ wurde daher unpräzise manchmal das interne Verbandsabzeichen des Stabes und der Stabskompanie „pars pro toto“ für das gesamte Pionierkommando genutzt. Es zeigte im Wesentlichen als Hinweis auf den Stationierungsraum den stilisierten Zusammenfluss von Mosel und Rhein am Deutschen Eck. Die Eichenlaubzweige sind ein traditionelles Symbol deutscher Streitkräfte und in Verbindung mit der ebenfalls abgebildeten stilisierten Brücke ähnlich im Barettabzeichen der Pioniertruppe enthalten. Die schwarze Grundfarbe des Schildes entsprach der Waffenfarbe der Pioniertruppe. Stab und Stabskompanie des „Nachfolgers“ Pionierbrigade 40 führten das interne Verbandsabzeichen fort.